# 渡邊達哉
渡邊達哉（日语：／ Watanabe Tatsuya，1991年6月18日—），日本男子羽毛球運動員。宮崎縣出生，畢業於妻中学校、日章学園高等学校及日本体育大学，2014年起加入Tonami運輸株式會社，現隸屬於本社的物品販賣事業部，並為該社的羽毛球隊成員，隊員編號6號。

## 簡歷
2009年10月，渡邊達哉代表日本參加在馬來西亞亞羅士打舉行的世界青年羽毛球錦標賽，拿得男子單打季軍。
2011年4月，渡邊達哉出戰大阪羽毛球國際挑戰賽，與和田周合作拿得男子雙打比賽亞軍。

## 主要比賽成績
只列出曾進入準決賽的國際賽事成績：
| 年份   | 賽事                 | 公開賽級別 | 項目     | 拍檔     | 成績   |
| ------ | -------------------- | ---------- | -------- | -------- | ------ |
| 2009年 | 世界青年羽毛球錦標賽 | 其他       | 男子單打 | －       | 季軍   |
| 2011年 | 大阪羽毛球國際挑戰賽 | 國際挑戰賽 | 男子雙打 | 和田周   | 亞軍   |
| 2013年 | 美國羽毛球國際賽     | 國際挑戰賽 | 男子單打 | －       | 亞軍   |
| 2013年 | 美國羽毛球國際賽     | 國際挑戰賽 | 男子雙打 | 權藤公平 | 準決賽 |
| 2016年 | 波蘭羽毛球公開賽     | 國際挑戰賽 | 男子雙打 | 權藤公平 | 準決賽 |
| 2017年 | 大阪羽毛球國際挑戰賽 | 國際挑戰賽 | 男子雙打 | 權藤公平 | 準決賽 |
| 2017年 | 芬蘭羽毛球公開賽     | 國際挑戰賽 | 男子雙打 | 權藤公平 | 亞軍   |

| 2007-2017年 | 首要超級賽 | 超級賽 | 黃金大獎賽 | 大獎賽 | 國際挑戰賽 | 國際系列賽 | 未來系列賽 | 其他 |

| 2018-2026年 | 總決賽 | 超級1000賽 | 超級750賽 | 超級500賽 | 超級300賽 | 超級100賽 | 國際挑戰賽 | 國際系列賽 | 未來系列賽 | 其他 |